# Sela Ravenska
Sela Ravenska falu Horvátországban Kapronca-Kőrös megyében. Közigazgatásilag  Sveti Petar Orehovechez tartozik.

## Fekvése
Kőröstől 9 km-re nyugatra, községközpontjától 7 km-re délnyugatra fekszik.

## Története
A falunak 1857-ben 103,  1910-ben 162 lakosa volt. Trianonig Belovár-Kőrös vármegye Körösi járásához tartozott. 2001-ben 85 lakosa volt.